# Artur Gomółka
Artur Gomółka (ur. 8 lipca 1972, zm. 22 czerwca 2011) – polski hokeista.

## Kariera
- Naprzód Janów (1989-1995)
- STS Sanok (1995-1996)
- Naprzód Janów

Pochodził z Katowic–Giszowca. Wychowanek Naprzodu Janów i trenera Józefa Gracy. W barwach seniorskiej drużyny Naprzodu grał w I lidze od sezonu I ligi 1989/1990. W barwach macierzystego klubu rozegrał osiem sezonów. W połowie 1995 został zawodnikiem STS Sanok (wówczas zawodnikiem sanockiego klubu został innych gracz Naprzodu, Krzysztof Zioła). W barwach STS grał w sezonie 1995/1996.
Występował w reprezentacji Polski do lat 18 na turnieju mistrzostw Europy Juniorów w 1990, reprezentacji Polski do lat 20 na turnieju mistrzostw świata juniorów do lat 20 w 1991, 1992 (Grupa B).
Po zakończeniu czynnej kariery występował w drużynie ADH Naprzód Janów i zespole old boys Naprzodu Janów.
Zmarł 22 czerwca 2011 śmiercią tragiczną. Został pochowany 16 lipca 2011 po mszy św. w kościele parafii św. Barbary w Katowicach-Giszowcu.

## Sukcesy
Klubowe
- Srebrny medal mistrzostw Polski: 1992 z Naprzodem Janów